# ناباس دخورکرا
ناباس د خرکرا دهستانی در استان آلباستهٔ اسپانیا است.
در این دهستان ۵۳۳ نفر زندگی می‌کنند. مساحت این دهستان ۴۲٫۲۸ کیلومتر مربع است.